# Murat Baimenow
Murat Bolatuly Baimenow (kasachisch Мұрат Болатұлы Байменов Mūrat Bolatūly Baimenov, russisch Мурат Булатович Байменов Murat Bulatowitsch Baimenow; * 18. April 1969 in Tschingirlau, Kasachische SSR) ist ein kasachischer Politiker.

## Leben
Baimenow wurde 1969 in Tschingirlau in Westkasachstan geboren. Er erwarb 1991 einen Abschluss am Landwirtschaftlichen Institut Westkasachstan. 2002 kam ein weiterer Hochschulabschluss in Wirtschaftswissenschaften und Finanzen an der University of Central Asia hinzu.
Seine berufliche Laufbahn begann Baimenow 1985 in einem staatlichen landwirtschaftlichen Betrieb in seinem Heimatort Tschingirlau. Zwischen 1987 und 1989 leistete er Wehrdienst in der sowjetischen Armee, anschließend nahm er ein Studium in Uralsk auf. Auch nach dem Abschluss des Studiums war er zunächst in zwei Landwirtschaftsbetrieben tätig bevor er ab 1996 in der Finanzverwaltung der Region Westkasachstan arbeitete. Dort durchlief er verschiedene Positionen bis hin zum stellvertretenden Leiter (2004–2005) und zum Leiter der Finanzverwaltung (2005–2006). Danach ging er erneut in die freie Wirtschaft als Direktor verschiedener Unternehmen.
Ab 2008 bekleidete er zum ersten Mal ein politisches Amt, indem er stellvertretender Äkim des Audan Schyngghyrlau wurde. Bereits 2010 verließ er dieses Amt aber wieder und wurde Abteilungsleiter im Büro des Äkim (Gouverneur) von Westkasachstan, Baqtyqoscha Ismuchambetow. Von 2012 bis 2013 war er stellvertretender Äkim des Audan Selenow und ab 2014 war er stellvertretender Leiter der Abteilung für Energie, Wohnungswesen und öffentliche Versorgung der Region Westkasachstan. Zwischen 2016 und 2019 war er Generaldirektor des staatlichen Wärmeversorgungsunternehmens Schajykteploenergo. Am 24. Juni 2020 wurde Baimenow erneut zum stellvertretenden Äkim des Audan Bäiterek (vormals Audan Selenow) ernannt.
Seit dem 1. Oktober 2024 ist Baimenow Bürgermeister der Stadt Oral.